# 문막중학교
문막중학교(文幕中學校)는 대한민국 강원특별자치도 원주시 문막읍 문막리에 있는 공립 중학교이다.

## 학교 연혁
- 1951년 10월 30일 : 중학교 6학급 설립인가
- 1951년 11월 26일 : 1학년 2학급 입학식
- 1953년 3월 20일 : 제1회 졸업식
- 2002년 3월 1일 : 신축교사로 이전
- 2023년 9월 1일 : 제33대 박종준 교장 부임
- 2025년 1월 6일 : 제73회 졸업식(총졸업생수 11,308명)
- 2025년 3월 4일 : 제76회 입학식(입학생 136명)

## 참고 자료
- 문막중학교 - 한국교육학술정보원 학교알리미